# Doskonałość
Doskonałość – stan lub efekt w swej istocie bezbłędny, bezproblemowy, całkowicie zadbany i dopracowany w każdym szczególe, nienaganny. Termin określający cechę m.in. osoby, czynności, umiejętności, dzieła, przedmiotu, produktu. Używany w wielu dziedzinach, np. w naukach przyrodniczych, matematyce, fizyce, chemii, a także sztuce, teologii, teorii na temat moralności, jak i w życiu potocznym. W teorii poznania zastąpiony przez inne określenia (np. nie istnieje prawda niedoskonała – w takim przypadku jest jedynie prawdopodobieństwem).

## Etymologia i znaczenie
Słowo „doskonałość” jest polskim odpowiednikiem łacińskiego perfectio, zaś „doskonały” ekwiwalentem perfectus. Perfectio oznaczało dokonanie czegoś, zrobienie do końca. „Doskonałość” w swym dosłownym znaczeniu określa dokonanie, wykończenie (dokonany, wykończony). Dzieło dokończone nie powinno posiadać braków, powinno być pełnym. W dawnej polszczyźnie używano słowa doskonalstwo (np. Skarga pisał: Jezus jest wzorem doskonalstwa).
Jak napisał Władysław Tatarkiewicz Dictionarium Ambrósio Calepini z 1626 jako synonimy łacińskiego perfectum podaje:
- ad exitum perductum, absolutum (łacina)
- performed (angielski)
- zum Ende gebracht (niemiecki)
- doskonalie (polski)

Odpowiednikiem perefectio było zaś w języku polskim dokonanie i Vollendung (w niemieckim). W innych słownikach z tamtego czasu podawano także: integritas, finitus, consummatus. Słowem bliskoznacznym miała być zupełność.
W myśli greckiej doskonałe jest to, co istniało zawsze - wieczne idee (Platon). Arystoteles w Metafizyce pisał, iż doskonałe jest to, co jest zupełne, zawiera wszystkie należne części, a także to, co osiągnęło swój cel. Określano również, iż to co spełnia wszystkie funkcje, do których zostało stworzone, również zasługuje na miano doskonałego. Innymi cechami miały być także: harmonijność, budowa według jednej, właściwej zasady, zgodność, prostota (niezłożoność).
W starożytności pojęcie to określało umiejętności jakie posiadają ludzie (np. doskonały lekarz), a także dokonań, idei (np. doskonały ustrój społeczny) i przedmiotów, które tworzą. Początkowo nie miało zabarwienia moralnego. Parmenides za doskonały uważał kosmos.
Mimo iż jest uważana za ideał, jest także kresem dążeń ludzkich, gdyż rzecz doskonała nie może być, zgodnie ze swym znaczeniem, ulepszana. Zwracano także uwagę na paradoks, głoszący, iż doskonałość świata leży w jego niedoskonałości, co pozwala na ciągłą pracę, jak i ulepszanie, okrywanie nowych właściwości, dopełnianie.
W renesansie określano doskonałość jako cechę obiektywną i rzadką, właściwą raczej sztuce niż naturze, a także dotyczącą całości, nie jej składników.

## Literatura przedmiotu
- Władysław Tatarkiewicz: O doskonałości. Państwowe Wydawnictwo Naukowe, Warszawa 1976.